# إي إس بي 32

مخطط لوحدات وظيفة في ESP32

إي إس بي 32 (بالإنجليزية: ESP32) هي عائلة من المتحكمات الدقيقة منخفضة التكلفة وعالية كفاءة الطاقة مع ميزة وايفاي ووضع بلوتوت مزدوج. تستخدم سلسلة ESP32 إما معالجًا دقيقًا Tensilica Xtensa LX6 في كل من إصداراته ثنائية وأحادية النواة، أو معالج دقيق ثنائي النواة Xtensa LX7 أو معالج أحادي النواة ريسك 5. ويتضمن هوائي مدمج، موجه راديو ومحول راديويRF balun، ومقوي إشارة PA، ومكبرات منخفضة الضوضاء LNA، ومرشحات، ووحدات إدارة الطاقة. تم إنشاء وتطوير ESP32 بواسطة شركة Espressif Systems الصينية يقع مقرها في شانغهاي، ويتم تصنيعها بواسطة شركة تايوان لصناعة أشباه الموصلات المحدودة بدقة40 نانومتر. هو خليفة لسلسلة المتحكم دقيق إي إس بي 8266.

## الميزات العامة
- معالج Xtensa تردد 160 أو 240 ميجاهيرتز.
- معالج مساعد.
- ذاكرة 320 كيلوبايت رام، 448 كيلوبايت روم.
- وايفاي.
- بلوتوت.
- 34 مدخل GPIO قابل للبرمجة.
- 4 مداخل SPI , 2 مداخل I²S.
- متحكمات SD/SDIO/CE-ATA/MMC/eMMC.
- واجهة شبكة ايثرنت.
- مسار CAN.
- تحكم في الاشعة تحت الحمراء.
- تحكم PWM.
- مستشعر حركة Hall effect.
- استهلاك طاقة في وضع سكون مع 5 ميكرو امبير.

### ذاكرة تخزين مدمجة
يتضمن ESP32 الذاكرة المدمجة التالية:
| حجم        | الذاكرة    |
| ---------- | ---------- |
| سرام       | 520 كيلوبت |
| ذاكرة فلاش | 448 كيلوبت |
| NVRAM      | 16 كيلوبت  |